# Maria Christina de Savoia
Maria Christina Carlotta Giuseppa Gaetana Efisia  de Savoyen (n. 14 noiembrie 1812, Cagliari, Regatul Sardiniei – d. 31 ianuarie 1836, Napoli, Regatul celor Două Sicilii) a fost o prințesă de Sardinia și Savoia și, prin căsătorie, regină a celor Două Sicilii.
A fost prima soție a regelui Ferdinand al II-lea al celor Două Sicilii. Cuplul a avut un singur fiu, moștenitorul tronului, și mai târziu ultimul rege napolitan, Francisc al II-lea. Slăbită, Maria Christina a murit la doar 15 zile de la nașterea fiului lor.